# Sečovská Polianka
Sečovská Polianka (maďarsky Szécsmező) je obec na východním Slovensku v okrese Vranov nad Topľou. Žije zde přibližně 2 700 obyvatel, rozloha katastru obce je 2 210 ha. Obcí protéká řeka Topľa.
První písemná zmínka pochází z roku 1272.  V obci je římskokatolický farní Kostel Nejsvětější Trojice a řeckokatolický Chrám svatého Elijáše.